# Chilcayoc (distrito)
Chilcayoc é um distrito do Peru, departamento de Ayacucho, localizada na província de Sucre.

## Transporte
O distrito de Chilcayoc é servido pela seguinte rodovia:
- AY-103, que liga a cidade de San Salvador de Quije ao distrito de Los Morochucos [1][2][3]